# Hoang mạc Syria
Hoang mạc Syria (tiếng Ả Rập: بادية الشام, Bādiyat al-Shām), còn gọi là thảo nguyên Syria, thảo nguyên Jordania, hay Badia, là một vùng hoang mạc, bán hoang mạc và thảo nguyên rộng 500.000 kilômét vuông (200.000 dặm vuông Anh) ở Trung Đông, ứng với miền đông nam Syria, đông bắc Jordan, bắc Ả Rập Xê Út, và tây Iraq. Vùng này chiếm 85% diện tích đất Jordan và 55% diện tích đất Syria. Về phía nam, nó kề và "hoà" vào hoang mạc Ả Rập.
Đất đai vùng này chủ yếu là đá sỏi, đôi chỗ có wadi xen vào.

## Vị trí, tên gọi
Hoang mạc Syria giáp với thung lũng Orontes và bãi núi lửa Harrat al-Shamah về phía tây, với dòng Euphrates về phía đông. Về phương bắc, hoang mạc này kế cận một vùng đồng cỏ phần nào trù phú hơn, còn về hướng nam, nó hoà vào những hoang mạc của bán đảo Ả Rập.
Một số nguồn cho rằng hoang mạc Syria với "hoang mạc Hamad" là một, số khác cho rằng Hamad chỉ là phần cao nguyên mạn nam thôi, còn số ít cho rằng Hamad là tên gọi cho cả vùng và hoang mạc Syria chỉ là mạn bắc.
Nhiều phần của hoang mạc Syria có tên gọi riêng, như hoang mạc Palmyra và hoang mạc Homs. Với người Iraq, phần đông hoang mạc Syria, nằm trong biên giới Iraq được gọi là "hoang mạc miền Tây".

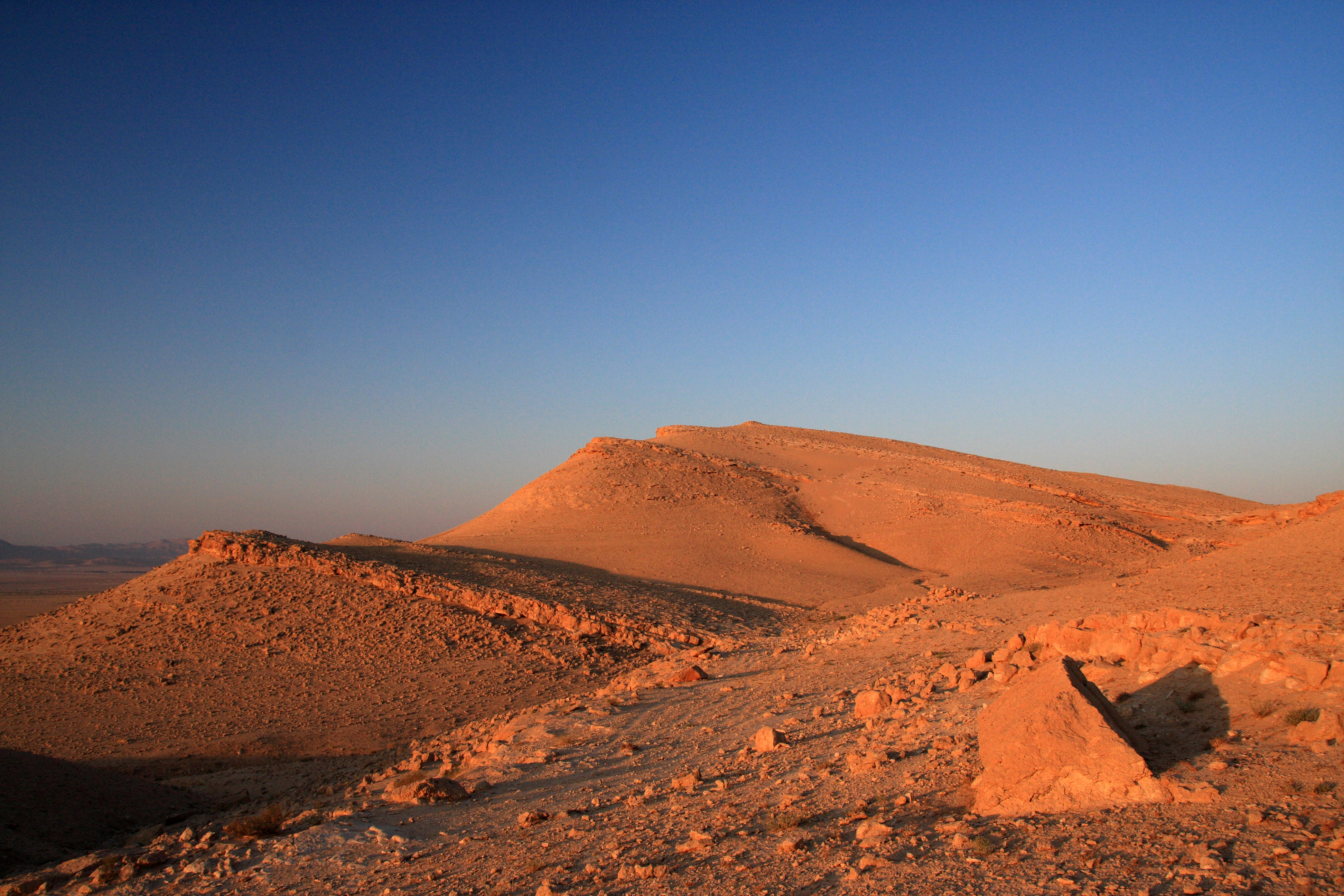
Khung cảnh hoang mạc Syria.

## Cao nguyên Hamad
Trong hoang mạc Syria có một vùng cao địa 700-900m được gọi là cao nguyên Hamad. Cao nguyên Hamad là một khu vực bằng phẳng, mang khí hậu bán hoang mạc, có lớp nền đá vôi nằm bên dưới lớp sỏi chert. Lượng mưa ít ỏi trên cao nguyên này chảy hết về các bãi muối địa phương. Đỉnh cao nhất là Khawr um Wual (1000+) ở Ả Rập Xê Út và Jebel Aneiza (960m) nằm tại nơi ba nước Jordan, Iraq, Ả Rập Xê Út giáp nhau.

## Thiên nhiên
Một số loài cây trong vùng là Salsola vermiculata, Stipa barbata, Artemisia herba-alba và  Atriplex leucoclada. Hệ sinh thái nơi này đang chịu sự đe doạ từ hạn hán, chăn thả súc vật, săn bắn cùng các hoạt động khác của con người. Một số loài động thực vật bản địa đã biến mất.
Loài hamster vàng bắt nguồn từ hoang mạc Syria.